# ونس جوی
ونس جوی (انگلیسی: Vance Joy؛ زادهٔ ۱ دسامبر ۱۹۸۷) یک خواننده، ترانه‌سرا، و بازیکن فوتبال اهل استرالیا است. وی با ترانه ریپ‌تاید‌ مشهور شد که در چارت‌های استرالیا، اتریش، آلمان و ایرلند به زیر ده رسید.